# Franz Nell
Franz Nell (* 21. März 1922 in Berlin; † 3. März 1998 ebenda) war ein deutscher Fußballspieler. Von 1945/46 bis 1953 spielte er, mit Unterbrechungen, bei verschiedenen Vereinen Erstligafußball.

## Sportliche Laufbahn
Mit einem Meistertitel begann Franz Nell 1946 seine Nachkriegskarriere, als er mit der SG Wilmersdorf die Gesamt-Berliner Stadtligameisterschaft gewann. Dort spielte er auch in den beiden folgenden Saisons. Später wechselte der Verteidiger in schneller Folge die Mannschaften. Bis 1950 spielte er in Niedersachsen, zuletzt für den neu gegründeten unterklassigen Verein Peine 48 und während des Sommers in einigen Freundschaftsspielen für Hannover 96. Ein Vertrag mit diesem Verein für die Oberliga Nord wurde nach wenigen Wochen wieder gelöst und Nell kehrte für eine Ablösesumme von 800 D-Mark nach West-Berlin zurück, wo er 1950/51 in der Stadtliga für seinen früheren Verein, nunmehr Berliner SV 92, aktiv war. Zur Saison 1951/52 schloss er sich der DDR-Betriebssportgemeinschaft Rotation in Babelsberg an, wo er von den 36 Spielen in der DDR-Oberliga 35 Begegnungen bestritt und ein Tor erzielte. Anschließend spielte er in der Saison 1952/53 bis Februar in der Oberliga Südwest für den SV Phönix Ludwigshafen. Danach scheint Nell seine Karriere im höherklassigen Fußball beendet zu haben. Er kehrte erneut nach Berlin zurück, wo er für Nordstern 07 spielen sollte, doch scheint sein Name dort fortan nicht aufzutauchen. 1955 wurde Nell als Neuzugang bei Marathon 02 vorgestellt. Trainer war dort sein Wilmersdorfer und Peiner Mitspieler Paul Nickel.